# Lista de espécies de elefantes

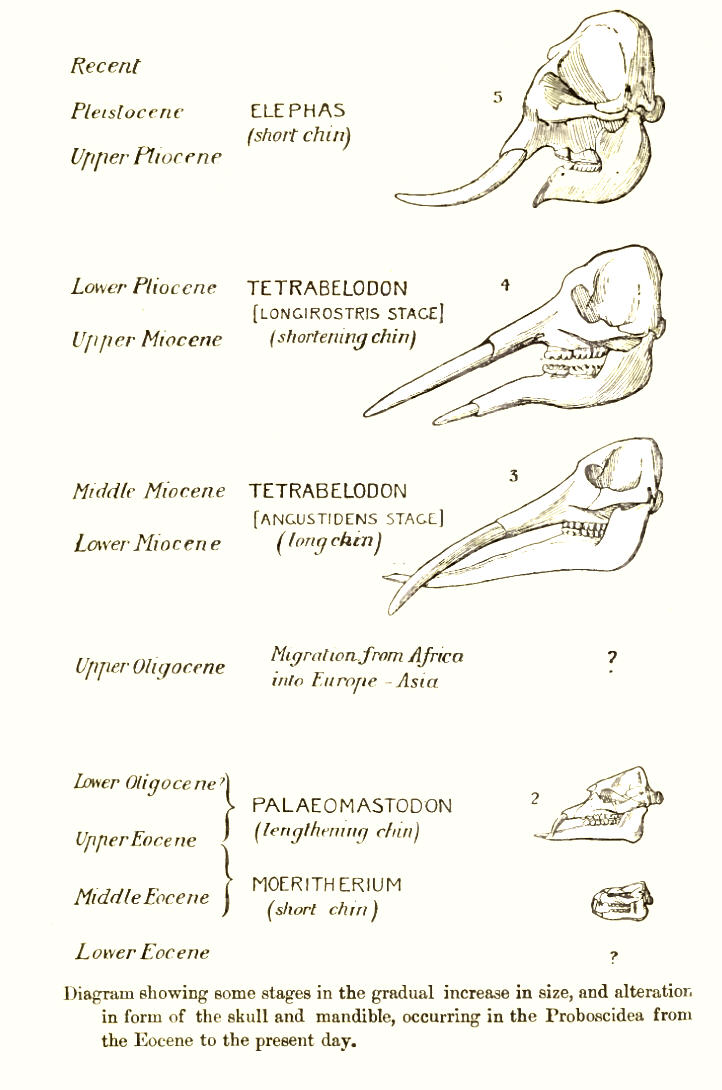
Elefante-asiático, Tetralophodon, Gomphotherium, Palaeomastodon, e o Moeritherium.

Esta lista de espécies de elefantes inclui todas as espécies existentes conhecidas e extintas (†) da família Elephantidae.
- Subfamília Elephantinae
  - Tribo Elephantini (Elefantes)
    - Gênero †Primelephas
      - Espécie †Primelephas gomphotheroides
      - Espécie †Primelephas korotorensis

    - Subtribo Loxodontina
      - Gênero Loxodonta
        - Espécie Loxodonta africana (Elefante-da-savana)
          - Subespécie Loxodonta africana africana
          - Subespécie †Loxodonta africana pharaonensis

        - Espécie Loxodonta cyclotis (Elefante-da-floresta)

    - Subtribo Elephantina ou supergênero Elephadon
      - Gênero Elephas (elefantes da Eurásia)
        - Espécie Elephas maximus (Elefante-asiático)
          - Subespécie Elephas maximus indicus (Elefante-indiano)
          - Subespécie Elephas maximus maximus (Elefante-do-ceilão)
          - Subespécie Elephas maximus sumatranus (Elefante-de-sumatra)
          - Subespécie Elephas maximus borneensis (Elefante-pigmeu-de-bornéu)
          - Subespécie ? Elefante-vietnamita e o Elefante-laosiano[nota 1]
          - Subespécie ? †Elephas maximus rubridens (Elefante-chinês)[nota 2]
          - Subespécie †Elephas maximus asurus (Elefante-sírio)

        - Espécie †Elephas beyeri
        - Espécie †Elephas celebensis
        - Espécie †Elephas hysudricus (Sinônimo júnior = Hypselephas hysudricus)
        - Espécie †Elephas iolensis
        - Espécie †Elephas planifrons (Sinônimo júnior = Mammuthus planifrons)
        - Espécie †Elephas platycephalus
        - Espécie †Elephas recki
        - Subgênero †Palaeoloxodon
          - Espécie †Elephas (Palaeoloxodon) antiquus
          - Espécie †Elephas (Palaeoloxodon) creticus
          - Espécie †Elephas (Palaeoloxodon) creutzburgi
          - Espécie †Elephas (Palaeoloxodon) chaniensis
          - Espécie †Elephas (Palaeoloxodon) cypriotes
          - Espécie †Elephas (Palaeoloxodon) ekorensis
          - Espécie †Elephas (Palaeoloxodon) falconeri
          - Espécie †Elephas (Palaeoloxodon) mnaidriensis
          - Espécie †Elephas (Palaeoloxodon) melitensis
          - Espécie †Elephas (Palaeoloxodon) namadicus
          - Espécie †Elephas (Palaeoloxodon) naumanni

      - Gênero †Mammuthus (Mamutes)
        - Espécie †Mammuthus africanavus (Mamute-africano)
        - Espécie †Mammuthus columbi (Mamute-columbiano) (Sinônimo júnior = Mammuthus jeffersonii)[1]
        - Espécie †Mammuthus exilis (Mamute-pigmeu)
        - Espécie †Mammuthus imperator (Mamute-imperial)
        - Espécie †Mammuthus lamarmorae (Mamute-pigmeu-de-Sardenha)
        - Espécie †Mammuthus meridionalis (Mamute-ancestral)
        - Espécie †Mammuthus primigenius (Mamute-lanoso)
        - Espécie †Mammuthus subplanifrons
        - Espécie †Mammuthus armeniacus (Sinônimo júnior = Mammuthus trogontherii, Mammuthus sungari)[2]

  - Tribo †Belodontini
    - Subtribo †Belodontina
      - Gênero †Tetrabelodon
      - Gênero †Stegotetrabelodon
      - Gênero †Stegodibelodon
- Subfamília †Stegodontinae
  - Gênero †Stegodon
    - Espécie †Stegodon aurorae
    - Espécie †Stegodon elephantoides
    - Espécie †Stegodon florensis
    - Espécie †Stegodon ganesha
    - Espécie †Stegodon insignis
    - Espécie †Stegodon orientalis
    - Espécie †Stegodon shinshuensis
    - Espécie †Stegodon sompoensis
    - Espécie †Stegodon sondaarii
    - Espécie †Stegodon trigonocephalus
    - Espécie †Stegodon zdanski
- Subfamília †Lophodontinae ou †Rhynchotheriinae[nota 3]
  - Gênero †Anancus
    - Espécie †Anancus alexeevae
    - Espécie †Anancus arvernensis
    - Espécie †Anancus kenyensis

  - Gênero †Morrillia
  - Tribo †Lophodontini (Lophodonty)
    - Subtribo †Lophodontina
      - Gênero †Tetralophodon
      - Gênero †Paratetralophodon
      - Gênero †Zygolophodon

  - Tribo †Cuvieroniini
    - Gênero †Stegomastodon (Notiomastodon)
      - Espécie †Stegomastodon arizonae
      - Espécie †Stegomastodon mirificus
      - Espécie †Stegomastodon platensis
      - Espécie †Stegomastodon primitivus
      - Espécie †Stegomastodon waringi

    - Gênero †Cuvieronius
      - Espécie †Cuvieronius hyodon
      - Espécie †Cuvieronius priestleyi
      - Espécie †Cuvieronius tropicus

## Outras leituras
- Wikisource: "The Blindmen and the Elephant" by John Godfrey Saxe
- Shoshani, J. (2005).  Wilson, D. E.; Reeder, D. M, eds. Mammal Species of the World 3rd ed. [S.l.]: Johns Hopkins University Press. pp. 90–91. ISBN 978-0-8018-8221-0. OCLC 62265494
- External link to national geographics elephant rage episode of Explorer
- Molecular Phylogenetics and Evolution 26 (2003) 421–434